# Picrodendraceae
Picrodendraceae es una familia de plantas del grupo de una  rama que consiste en 85 especies en 27 géneros. Son plantas subtropicales y tropicales, encontrándose en Nueva Guinea, Australia, Nueva Caledonia, Madagascar, África y trópicos de América.

## Géneros
| - Androstachys - Aristogeitonia - Austrobuxus - Canaca - Celaenodendron - Choriceras - Dissiliaria - Hyaenanche - Kairothamnus | - Longetia - Micrantheum - Mischodon - Neoroepera - Oldfieldia - Paradrypetes - Parodiodendron - Petalostigma - Picrodendron | - Piranhea - Podocalyx - Pseudanthus - Scagea - Stachyandra - Stachystemon - Tetracoccus - Voatamalo - Whyanbeelia |